# Schönhausen (Mecklenburg)
Schönhausen ist eine Gemeinde im Osten des Landkreises Mecklenburgische Seenplatte im Südosten Mecklenburg-Vorpommerns (Deutschland). Sie wird vom Amt Woldegk mit Sitz in der Stadt Woldegk verwaltet.

## Geografie
Die Gemeinde Schönhausen liegt etwa 30 km östlich von Neubrandenburg und acht Kilometer nordwestlich von Strasburg (Uckermark) am Schönhauser See und nahe den bis zu 153 m hohen Brohmer Bergen. Im Osten grenzt die Gemeinde an den Landkreis Vorpommern-Greifswald.
Umgeben wird Schönhausen von den Nachbargemeinden Galenbeck im Norden, Strasburg (Uckermark) im Osten und Süden, Groß Miltzow im Südwesten, Voigtsdorf im Westen sowie Schönbeck im Nordwesten.
Zu Schönhausen gehört der Ortsteil Matzdorf.

## Geschichte
Im Jahre 1266 wurde der Ort erstmals urkundlich erwähnt und gehörte zu dieser Zeit zum  Bistum Havelberg. Im 15. Jahrhundert ging der Ort an die Familie von Rieben über, die ein Gutshaus und 1727 eine Dorfkirche errichten ließen. Weiterhin entstand auf einer Halbinsel des Schönhauser Sees eine Burg, die bis zum Anfang des 17. Jahrhunderts die die Grenze zu Brandenburg schützen sollte. Mit dem Aufkommen von Feuerwaffen bot sie nicht mehr genügend Schutz und wurde aufgegeben. 1820 veräußerten die von Rieben das Gut an den Amtmann Heinrich Friedrich Christian Michael. Der Nachfahre Heinrich von Michael besaß Mitte der 1920er Jahre, also kurz vor der großen Wirtschaftskrise, mit dem Lehngut genau 1226 ha Land. Schönhausen hatte zu diesem Zeitpunkt den Status einen Familienfideikommiss, eine auf Stiftungsbasis festgelegte Erbfolge, mit dem Ziel, den Besitz der eigenen Familienlinie zu erhalten. Von Michael hatte eine klassische Adelsvita, Internat, Militär, Gutsherr und Staatsdienst. Er war bald Landtagsabgeordneter der DNVP, dann ca. von 1928 bis 1932 Staatsminister in mecklenburgischen Diensten. Viele Zeiten bewirtschafte er das Gut selbst. Zur Entschuldung wurden gleich zu Beginn 150 ha verkauft.
Auf den Resten der Burg wurde 1843 das Herrenhaus gebaut, das nach 1945 Wohnhaus, LPG-Küche, Kinderkrippe, Kindergarten und Schule war.
Schönhausen gehörte in Mecklenburg-Strelitz zum Ritterschaftlichen Amt Stargard und im vereinigten Land Mecklenburg ab 1934 zum Landkreis Stargard. In der DDR war Schönhausen eine Gemeinde im Kreis Strasburg im Bezirk Neubrandenburg und gehörte ab 1994 zum Landkreis Mecklenburg-Strelitz, ehe es im Rahmen der Kreisreform von 2011 zum Landkreis Mecklenburgische Seenplatte kam.

## Dienstsiegel
Die Gemeinde verfügt über kein amtlich genehmigtes Hoheitszeichen, weder Wappen noch Flagge. Als Dienstsiegel wird das kleine Landessiegel mit dem Wappenbild des Landesteils Mecklenburg geführt. Es zeigt einen hersehenden Stierkopf mit abgerissenem Halsfell und Krone und der Umschrift „GEMEINDE SCHÖNHAUSEN“.

## Sehenswürdigkeiten

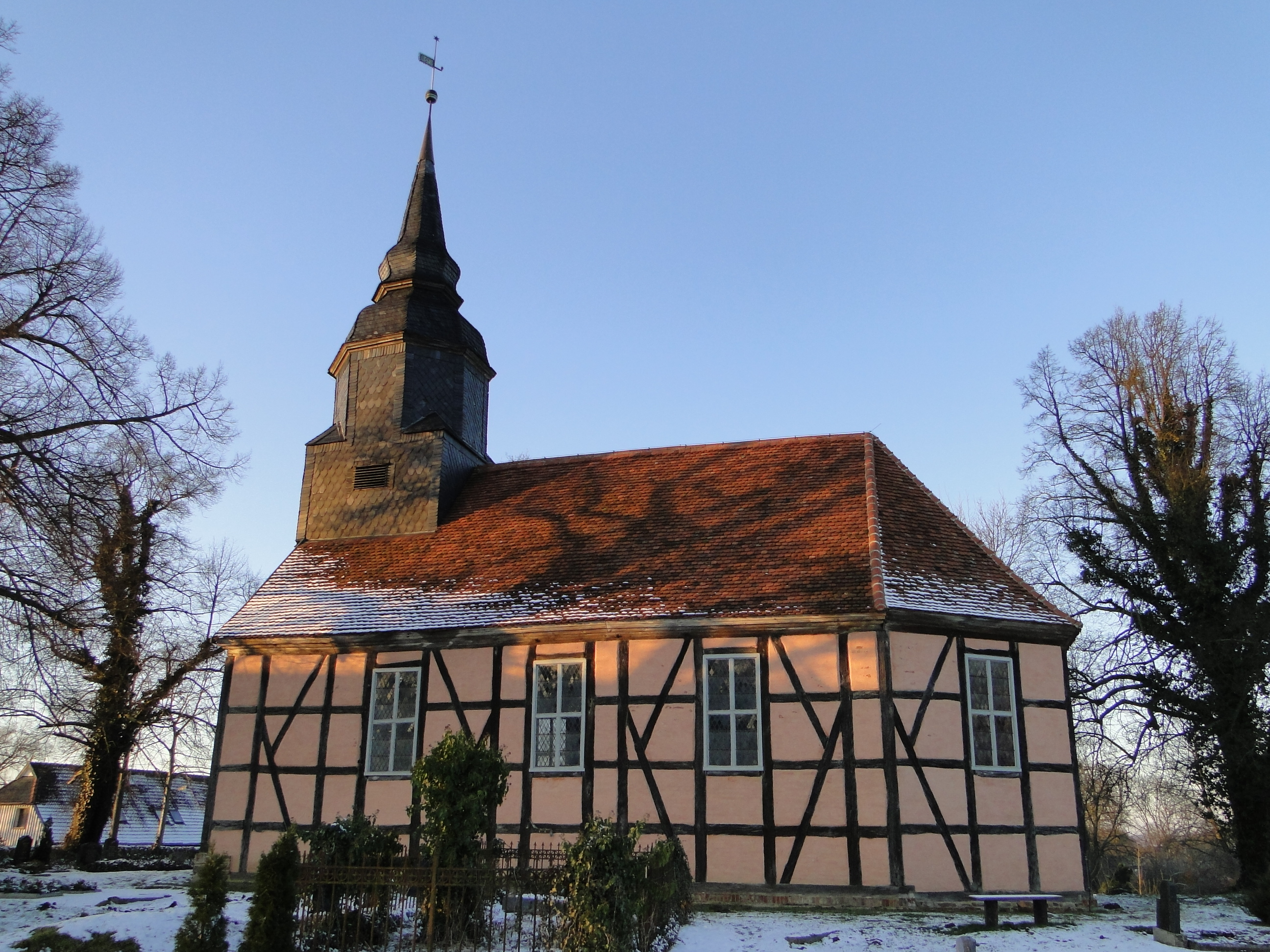
Kirche Schönhausen

- Landschaftsschutzgebiet Brohmer Berge mit dem Naturschutzgebiet Klepelshagen
- Klassizistisches Herrenhaus von Friedrich Wilhelm Buttel von 1843 mit Schlosspark[9]
- Barocke Kirche aus Fachwerk von 1727 mit dreiseitigem Chorabschluss, Westturm mit Vorhalle, barocke Einbauten
- Gemeinschaftsgrab von 1945 auf dem Friedhof des Ortsteiles Matzdorf, vermutlich für vier Zwangsarbeiter, die während des Zweiten Weltkrieges im Ort oder der Umgebung umgekommen sind

## Verkehr
Die Bundesstraße 104 verläuft südlich der Gemeinde. Durch sie führt die Bundesautobahn 20, die über die etwa zwei Kilometer entfernte Anschlussstelle Strasburg (Uckermark) erreichbar ist.